# 科濟戈爾加內山
48°27′37″N 24°20′42″E / 48.46028°N 24.34500°E
科濟戈爾加內山是烏克蘭的山峰，位於該國西部，處於伊萬諾-弗蘭科夫斯克州，屬於烏克蘭喀爾巴阡山脈中戈爾加內山脈的一部分，海拔高度1,617米。